# Alexandra Mehnert

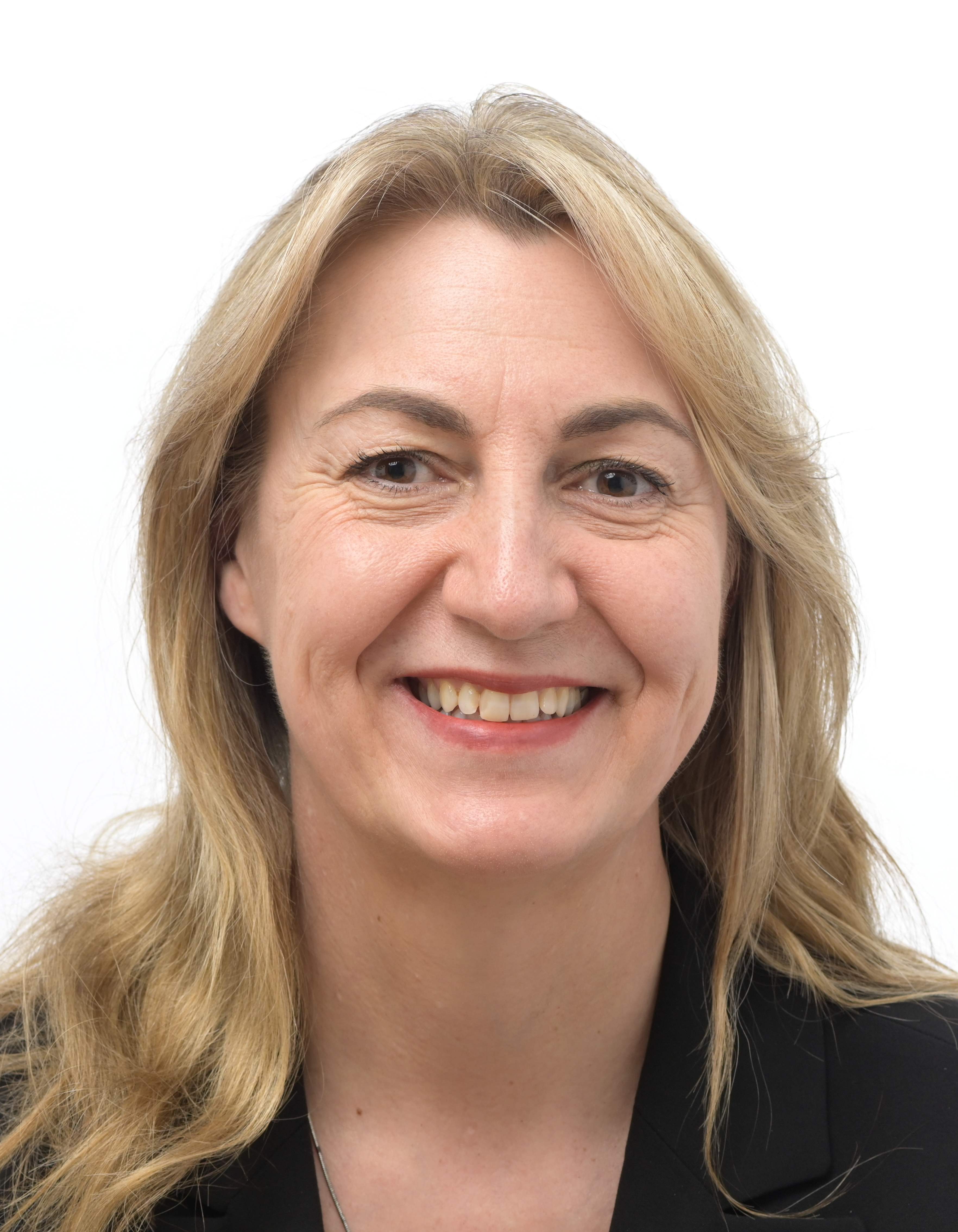
Alexandra Mehnert (2024)

Alexandra Mehnert (* 6. August 1974 in Magdeburg) ist eine deutsche Politikerin (CDU). Bei der Europawahl 2024 wurde sie zum Mitglied des Europäischen Parlaments gewählt.

## Werdegang
Mehnert machte 1993 das Abitur in Magdeburg und studierte anschließend Politikwissenschaft, Soziologie und Pädagogik an der Otto-von-Guericke-Universität Magdeburg mit einem Stipendium der Konrad-Adenauer-Stiftung. 1998 erhielt sie den Abschluss Master of Arts. Danach war sie – bis zu ihrer Wahl in das Europäische Parlament – Mitarbeiterin der Konrad-Adenauer-Stiftung, im Bildungswerk Erfurt, dem Bildungszentrum Schloss Wendgräben sowie als Leiterin der Europe Direct Informationsstelle Magdeburg und zuletzt als Leiterin des Politischen Bildungsforums Sachsen-Anhalt tätig.

## Politik
Alexandra Mehnert trat 1990 in die Junge Union, 1991 in die CDU und 1993 in die CDA ein. Sie war Mitbegründerin und von 1991 bis 1994 Landesvorsitzende der Schüler Union Sachsen-Anhalt. Seit September 2023 ist sie Mitglied des CDU-Landesvorstandes Sachsen-Anhalt, dem sie bereits von 2000 bis 2006 angehörte.
Mehnert ist Mitglied der überparteilichen Europa-Union, die sich für ein föderales Europa und den europäischen Einigungsprozess einsetzt und war Mitglied des Landesvorstands Sachsen-Anhalt sowie Magdeburger Kreisvorsitzende.

### Europäisches Parlament
Bereits bei der Europawahl 2004 kandidierte sie erfolglos auf Listenplatz 2 der CDU Sachsen-Anhalt. Am 10. Juni 2023 wurde sie auf einer Landesvertreterversammlung der CDU Sachsen-Anhalt in Möckern mit 40 von 58 Stimmen zur Spitzenkandidatin der Europawahl 2024 gewählt. Bei der Wahl am 9. Juni 2024 wurde sie in das Europäische Parlament gewählt.